# John Prescott
John Leslie Prescott, Barón Prescott (Prestatyn, 31 de mayo de 1938-20 de noviembre de 2024) fue un político británico del Partido Laborista. Entre 1997 y 2007 fue vice primer ministro del Reino Unido y vicepresidente del Partido Laborista; dimitió el 24 de junio de 2007, cuando Harriet Harman fue nombrada vicepresidenta.

## Biografía
Nació el 31 de mayo de 1938, en Prestatyn, Gales, y creció en Brinsworth, Yorkshire, Inglaterra. Sirvió como camarero en la Marina Mercante, en donde también fue oficial del sindicato National Union of Seamen. Después fue al Ruskin College, un instituto independiente de la Universidad de Oxford que acepta estudiantes adultos sin imponer los requisitos convencionales y a la Universidad de Hull, donde obtuvo una licenciatura en historia económica.

## Carrera política
Después de la universidad, trabajó como oficial del sindicato y en 1970 fue nombrado miembro de la Cámara de los Comunes por el distrito de Hull East. En 1994 fue nombrado diputado del líder del Partido Laborista.
Entre 1997 y 2007 fue diputado del primer ministro en el gobierno laborista de Tony Blair. Entre 1997 y 2001 fue también Secretario de Estado de Medio Ambiente, Transporte y las Regiones. Su administración fue criticada por sus muchos errores, especialmente el programa de demolición de 200,000 casas en el norte de Inglaterra, que costó casi £3bn.
En 2006 hubo una controversia sobre su vida privada, pues se reveló que tuvo relaciones sexuales con su secretaria, Tracy Temple. Más tarde las responsabilidades de su puesto sobre el transporte y alojamiento fueron traspasadas a otro ministerio, pero fue criticado por la prensa porque continuó recibiendo el sueldo y los privilegios de un ministro del Gabinete.
Prescott anunció en 2006 que dimitiría al mismo tiempo que su jefe, Tony Blair. En 2007 ambos confirmaron que renunciarán a sus puestos el 27 de junio de 2007. En hecho, Prescott dimitió su puesto el 24 de junio.